# Michael Perlick
Michael Perlick (* 1948 in Magdeburg) ist ein deutscher bildender Künstler. Er betätigt sich vor allem im Bereich der Malerei.

## Leben und Werk
Michael Perlick, Sohn des Mediziners Eberhard Perlick, aufgewachsen als Thomasschüler in Leipzig, wurde in den 1970er-Jahren mit Kopien alter Meister bekannt. Diese wurden im damaligen kommunistischen System „unter der Hand“ verkauft. Als junger Autodidakt wurde er von Prof. Rolf Kurth – damals Dozent der Hochschule für Grafik und Buchkunst Leipzig – bei der Erschaffung eigenständiger Werke unterstützt. Trotz höchst entwickeltem Malstil blieb die Malerei für Perlick nur sehr persönliches Ausdrucksmittel und ein Weg des Stressabbaus.
Er studierte an der Martin-Luther-Universität Halle-Wittenberg Volkswirtschaft mit Diplomabschluss und arbeitete in Leipzig bis zur Wende 1990 vorrangig in verschiedenen Bereichen der Außenwirtschaft.
Nach etwa 25-jähriger künstlerischer Pause malt Perlick – inzwischen in Grömitz an der Ostsee lebend – wieder. 
Wir sehen dabei sowohl kraftvolle, dekorative Werke mit expressionistischem Farbgebrauch als auch Bilder mit feinem Gespür für natürliches Licht. Im Mittelpunkt seiner Werke steht immer wieder seine „Heimatstadt“ Leipzig, aber auch zunehmend Europas attraktive Metropolen. So charakterisiert Silke Janßen: „Der Rhythmus der Stadt Leipzig, ihre Lebendigkeit wird in der Malweise sichtbar. Farbe und Licht wirken auf uns, strahlen aus sich heraus. Die Subjektivität der Abbildung wird hier deutlich, es ist mehr als nur ein Ausschnitt, ein Abbild einer Szenerie. Der kräftige Pinselstrich, die Farbspiele, das Ineinanderfließen der Formen – dies setzt Michael Perlick in seinen Werken ein um genau jene genannte Wirkung bei uns zu erzielen. Die Anlehnung an den Stil Vincent van Goghs wird deutlich. Der Rhythmus der Stadt, die Lebendigkeit und die Bedeutung der Orte für die Menschen werden ausgedrückt. Michael Perlick transferiert diese Art der Malerei und die Art dieser Wahrnehmung in die heutige Zeit, in die Stadt Leipzig. Der Transfer gelingt.“

## Ausstellungen (Auswahl)
- 2007: Ostseebad Grömitz, Kulturverwaltung
- 2008 und 2010: Leipzig, Industrie- und Handelskammer
- 2009: Engelsdorf, Ärztehaus
- 2009: Kiew, Verein Städtepartnerschaft Kiew-Leipzig
- 2010: Hévíz, Galerie Jozsvai
- 2010: Pécs, Kunsthalle, als Vertreter Deutschlands der Ausstellung Pécs Kulturhauptstadt Europas 2010
- 2010: Budapest, Ungarische Nationalgalerie
- 2011: Kiew, National-Museum für Russische Kunst und Kulturpalast Schokoladenhaus
- 2012: Luxeuil-les-Bains, Internationales Festival „Exposez a l’Art“ (2. Ehrenpreis)
- 2013: Paris und Lille, Wanderausstellung in mehreren staatlichen Ausstellungshallen der Stadtteilbürgermeister
- 2014: Leipzig, Landesdirektion Sachsen
- 2015: Leipzig, Radiologie am Diakonissenkrankenhaus Leipzig
- 2017: Kiew, Neueröffnung des „Haus Leipzig“, im Rahmen der Städtepartnerschaft Leipzig-Kiew
- 2017: Leipzig, Contorhaus – Leipzig und Europa im Rausch des Lichts

## Werke (Auswahl)
- Barfußgäßchen
- Thomaskirche am Abend
- Mendebrunnen vor dem Gewandhaus am Abend
- Völkerschlachtsdenkmal
- Malerwinkel Lübeck
- Mama Pipa, Cuba
- M. Perlick und F. Haeselbarth (Text): „Leipziger Stadtansichten“, 3. Auflage, Leipzig 2015, ISBN 978-3-00-048759-0

Zahlreiche Werke von Perlick befinden sich in öffentlichem und privatem Besitz im In- und Ausland. So finden wir sie zum Beispiel im Europäischen Rat in Brüssel, in Leipzig, Hamburg, Berlin, Kiew, Budapest, Havanna, Frankreich, Österreich und Zypern. Seit 2009 war Perlicks Frauenkirche in den Privatzimmern von Michelle Obama im Weißen Haus zu sehen.